# Guilherme Metternich-Winneburg e Beilstein
Guilherme von Metternich-Winneburg e Beilstein (c. 1600 - 1652) foi o único Barão de Metternich-Winneburg-Beilstein. Filho de João Dietrich de Metternich-Winneburg e Beilstein e de Ana Frey von Dehrn, foi o primeiro titular da nobre família alemã Metternich-Winneburg e Beilstein. 
Casou primeiramente com Ana Úrsula von Hattstein, mas foi do segundo casamento, com Ana Leonor Brömser von Rüdesheim, que nasceu o seu filho. 

## Descendência
- Filipe Emerich Metternich-Winneburg e Beilstein, segundo Conde de Metternich-Winneburg e Beilstein.